# Verdek
Verdek (německy Werdeck) je část města Dvůr Králové nad Labem v okrese Trutnov. Rozkládá se na levém břehu řeky Labe asi 2,5 km severozápadně od Dvora Králové. Bydlí zde asi 200 obyvatel, v roce 2015 zde bylo evidováno 93 adres. V místě se nachází školka a sbor dobrovolných hasičů. Vesnicí, ze severu obklopenou lesy, prochází silnice II/299.
Verdek je též název katastrálního území o rozloze 4,67 km2.